# 芒砀山汉代礼制建筑基址
芒砀山汉代礼制建筑基址，位于中华人民共和国河南省商丘市永城市芒砀山，2013年被列为第七批全国重点文物保护单位。
该建筑基址位于芒砀山主峰，发现于2006年，东西长31.5米，南北宽33.5米，被汉代梁国的王陵环绕。专家考证此基址的时代与梁国早期梁孝王墓的时代一致，并由此推测此处可能为祭祀梁国先祖的祖庙，而梁王陵墓则环绕之而建。此基址的存在也解释了为何芒砀山主峰并无梁王王陵这一历史疑团。